# بوتايخا
بلدية بوتايخا (بالإسبانية: Botija)‏، هي بلدية تقع في مقاطعة قصرش والتي تقع في منطقة إكستريمادورا، غرب إسبانيا.
يبلغ عدد سكانها 164 نسمة وفقاً لإحصائية سنة (2002).